# (5683) Bifukumonin
(5683) Bifukumonin es un asteroide perteneciente al cinturón de asteroides descubierto el 19 de octubre de 1990 por Takeshi Urata desde el Observatorio de Nihondaira, Shimizu-ku, Japón.

## Designación y nombre
Designado provisionalmente como 1990 UD. Fue nombrado Bifukumonin en homenaje a Bifukumon-in Tokushi, que fue la emperatriz del emperador Toba. Su interferencia en la sucesión del emperador Goshirakawa se convirtió en una causa de la guerra de Hogen.

## Características orbitales
Bifukumonin está situado a una distancia media del Sol de 2,212 ua, pudiendo alejarse hasta 2,691 ua y acercarse hasta 1,734 ua. Su excentricidad es 0,216 y la inclinación orbital 4,788 grados. Emplea 1202,21 días en completar una órbita alrededor del Sol.

## Características físicas
La magnitud absoluta de Bifukumonin es 13,7. Tiene 4,281 km de diámetro y su albedo se estima en 0,384. 